# Dziennik norymberski
Dziennik norymberski – dziennik opublikowany w okrojonej formie w 1947 przez Gustava Marka Gilberta. Opisuje przebieg Międzynarodowego Trybunału Wojskowego w Norymberdze (1945–1946). Odsłania kulisy najsłynniejszego procesu w historii ludzkości. Pełne wydanie Dziennika Norymberskiego ukazało się w 1961.

## O autorze
Gustave Gilbert został powołany jako psycholog wojskowy Międzynarodowego Trybunału Wojskowego w Norymberdze ze względu na znajomość języka niemieckiego. Ciekawiło go, co skłoniło najwyższych rangą dygnitarzy III Rzeszy do zbrodni. Otrzymał od Trybunału zezwolenie na swobodne kontakty z oskarżonymi i notował wszystkie rozmowy. Towarzyszył także oskarżonym podczas procesu. Podczas postępowania przygotowawczego poddał 22 oskarżonych testowi na iloraz inteligencji oraz przeprowadził test na poczytalność Rudolfa Hessa.

## Co zawiera książka?
Dziennik norymberski zawiera zapisy codziennych rozmów Gilberta z: Hermannem Göringiem, Rudolfem Hessem, Joachimem von Ribbentrop, Ernstem Kaltenbrunner, Alfredem Rosenberg, Wilhelmem Keitel, Alfredem Jodl, Hansem Frankiem, Wilhelmem Frick, Juliusem Streicher, Fritzem Sauckel, Albertem Speer, Arthurem Seyss- Inquart, Karlem Doenitz, Waltherem Funk, Baldurem von Schirach, Konstantinem von Neurath, Franzem von Papen, Hjalmarem Schacht, Hansem Fritzsche. Rozmowy z Erichem Raeder i Robertem Ley zaginęły. Opisuje codzienne czynności takie jak spacery, posiłki. Istotą książki są relacje z prywatnych rozmów, a także z rozpraw sądowych i cel.
Książka zawiera także rozmowy ze świadkami procesu, często pojmanymi oficerami nazistowskimi takimi jak Rudolf Hoess czy Dieter Wisliceny. Gilbert przedstawia historię III Rzeszy, drogę Adolfa Hitlera do władzy. Książka ma charakter wywiadu, albo zeznań oskarżonych, gdyż nie było mowy, żeby to samo powiedzieli przed trybunałem.
W 1947 roku książka ukazała się w okrojonej formie. Pierwsze polskie wydanie miało miejsce dopiero w 2012 roku.

## Dziennik norymberski w filmie
Na podstawie Dziennika norymberskiego powstało kilka filmów o procesie, a aktorzy posługiwali się kwestiami, które padły podczas rozpraw. W 1969 Jerzy Antczak, stworzył dla Teatru TV sztukę Epilog norymberski,, a w 1970 roku powstał na jej podstawie film. W rolę Gilberta wcielił się Jan Englert. W filmie wystąpili: Andrzej Łapicki (główny prokurator Robert Jackson), Janusz Zakrzeński (Frank), Władysław Hańcza (Schacht) czy Mieczysław Pawlikowski (Göring). W filmie wystąpił również polski dziennikarz Karol Małcużyński, który był delegowany na Proces Norymberski.
W 2000 Yves Simoneau, nakręcił film Norymberga. W tym filmie zagrali Brian Cox, Alec Baldwin czy Christopher Plummer. Film powstał jako dwuczęściowy serial dla telewizji. Kwestie tam użyte, zaczerpnięto z Dziennika norymberskiego.